# Melve (ruisseau)
Pour la commune française des Alpes-de-Haute-Provence, voir Melve.
La Melve est un ruisseau français, affluent de la Germaine (appelée la Marcillande dans sa partie amont) et sous-affluent de la Dordogne, qui coule dans le département du Lot.

## Géographie
La Melve prend sa source dans le Lot à près de 250 mètres d'altitude, sur la commune du Vigan, deux kilomètres et demi au nord du bourg.
À 500 mètres au sud-ouest de Milhac, elle reçoit en rive droite son seul affluent notable, la Relinquière, un ruisseau de 8,6 km.
À la limite du département de la Dordogne, un kilomètre au nord-ouest de Saint-Cirq-Madelon, elle conflue avec la Germaine en rive droite, dans une zone très marécageuse.